# گورستان فیروزآباد ۱
قبرستان فیروز آباد ۱ مربوط به دوره اشکانیان است و در شهرستان خاش، بخش نوک آباد، دهستان نوک آباد، ۱۰۰ متری شمال روستای فیروزآباد واقع شده و این اثر در تاریخ ۱۲ دی ۱۳۸۶ با شمارهٔ ثبت ۲۰۳۷۴ به‌عنوان یکی از آثار ملی ایران به ثبت رسیده است.